# Mark Spreitzer
Mark Spreitzer (sinh ngày 16 tháng 12 năm 1986) là một chính khách người Mỹ đến từ Beloit, Wisconsin. Ông là thành viên đảng Dân chủ của Quốc hội bang Wisconsin.
Vào ngày 4 tháng 11 năm 2014, Spreitzer được bầu vào nhiệm kỳ đầu tiên của mình trong Quốc hội Bang Wisconsin để kế nhiệm Janis Ringhand. Spreitzer được bầu lại vào ngày 8 tháng 11 năm 2016 cho nhiệm kỳ thứ hai của mình. Ông là đảng viên Dân chủ. Trong phiên họp lập pháp 2015-16, Hạ nghị sĩ Spreitzer đã phục vụ trong tám ủy ban: Việc làm và Kinh tế, Khai thác và Phát triển Nông thôn, Tài nguyên Thiên nhiên và Di sản thể thao, Cải cách Lợi ích Công, Phát triển Lực lượng Lao động, Ủy ban Hỗn hợp Rà soát các Quy tắc Hành chính, Nhóm Đặc trách của Diễn giả về Sự sẵn sàng của Lực lượng Lao động Thanh niên và Ủy ban Nghiên cứu của Hội đồng Lập pháp về Băng thông rộng Nông thôn.
Đối với phiên họp 2017-18, Hạ nghị sĩ Spreitzer giữ vai trò Chủ tịch cuộc họp kín của phe thiểu số. Ông cũng phục vụ trong nhiều ủy ban:
- Ủy ban Nông nghiệp
- Ủy ban về tổ chức hội
- Ủy ban về chính quyền địa phương
- Ủy ban Tài nguyên Thiên nhiên và Di sản Thể thao
- Ủy ban về Quy tắc
- Ủy ban Khai thác và Phát triển Nông thôn
- Ủy ban Phát triển Lực lượng Lao động

Spreitzer nhận bằng cử nhân khoa học chính trị của trường Cao đẳng Beloit. Sau khi tốt nghiệp, ông giữ chức vụ Trợ lý Giám đốc Quan hệ Cựu sinh viên & Phụ huynh và Hỗ trợ hàng năm tại Beloit College. Spreitzer cũng đã phục vụ trong Hội đồng Thành phố Beloit từ tháng 4 năm 2011 đến tháng 4 năm 2015, bao gồm cả với tư cách là Chủ tịch Hội đồng Thành phố Beloit từ năm 2014 đến năm 2015.
Ông công khai là người đồng tính. Ông là một trong bốn thành viên LGBT công khai của Cơ quan lập pháp bang Wisconsin, cùng với Sen. Tim Carpenter (D–Milwaukee) và Reps. JoCasta Zamarripa (D–Milwaukee) và Todd D. Novak (R–Dodgeville).